# Marielle Goitschel
Christine Goitschel (Sainte-Maxime, França, 28 de setembre de 1945) és una esquiadora alpina francesa, ja retirada, que destacà a la dècada del 1960.

## Biografia
Va néixer el 28 de setembre de 1945 a la població de Sainte-Maxime, situada al departament de Var. És germana de la també esquiadora Christine Goitschel i tieta de l'esquiador de velocitat Philippe Goitschel.

## Carrera esportiva
En els Jocs Olímpics d'Hivern de 1964 realitzats a Innsbruck (Àustria) realitzà, juntament amb la seva germana, un èxit sense precedents. Així, en la prova d'eslàlom gegant aconseguí la medalla d'or just per davant de la seva germana, i en la prova d'eslàlom aconseguí el segon lloc just per darrere de Christine. En aquests Jocs també participà en la prova de descens, on finalitzà desena. En aquell moment fou considerada, juntament amb la seva germana, com la millora esquiadora del moment.
En els Jocs Olímpics d'Hivern de 1968 realitzats a Grenoble (França) aconseguí guanyar la medalla d'or en la prova d'eslàlom, finalitzant setena en la prova d'eslàlom gegant i vuitena en la prova de descens.
Al llarg de la seva carrera aconseguí guanyar set medalles d'or en el Campionat del Món d'esquí alpí, així com quatre plates. En la Copa del Món d'esquí alpí aconseguí la victòria en set proves, cinc en eslàlom i dos en descens, així com la victòria general en descens el 1967 i en eslàlom aquell mateix any i el 1968.

### Victòries a la Copa del Món
| Temporada | disciplina |
| --------- | ---------- |
| 1967      | Descens    |
| 1967      | Eslàlom    |
| 1968      | Eslàlom    |

| Data                 | Seu         | Disciplina |
| -------------------- | ----------- | ---------- |
| 18 de gener de 1966  | Schruns     | Descens    |
| 19 de gener de 1967  | Schruns     | Eslàlom    |
| 3 de març de 1967    | Sestriere   | Descens    |
| 12 de març de 1967   | Franconia   | Eslàlom    |
| 6 de gener de 1968   | Oberstaufen | Eslàlom    |
| 13 de febrer de 1968 | Grenoble    | Eslàlom    |
| 28 de març de 1968   | Rossland    | Eslàlom    |